# War Rock
War Rock (koreanisch 워록; auch Warrock oder WarRock) ist ein kostenfrei spielbarer Online-Ego-Shooter des südkoreanischen Entwicklers Dream Execution. Das Spiel wurde zunächst im Mai 2005 für Microsoft Windows und exklusiv in Südkorea veröffentlicht. 2007 erschien War Rock auch in Nordamerika und Europa, Publisher ist hier seit 2017 Papaya Play.
Das Spiel thematisiert einen Konflikt in Derbaran, einem fiktiven Staat des mittleren Ostens. Hier stehen sich die Armee der herrschenden Diktatur und die Rebellenarmee Nationale Unabhängigkeitsunion (NIU) gegenüber. Waffen, Fahrzeuge und anderes militärisches Equipment sind realen Vorbildern nachempfunden. Spieler treten in Gefechten mit bis zu 32 Teilnehmern gegeneinander an und sammeln Geld und Erfahrungspunkte, um partieübergreifend neue Ausrüstung freizuschalten.
War Rock wurde von der Spielepresse gemischt aufgenommen. Rezensenten attestierten dem Titel mangelnde technische Ausgereiftheit und ein unfaires Monetarisierungsmodell, das zahlende Spieler gegenüber denen der kostenfreien Variante zu stark bevorzuge. War Rock erinnere in vielerlei Hinsicht an Battlefield 2 und Counter-Strike: Source. Durch die niedrige finanzielle Einstiegshürde und geringe Hardware-Anforderungen unterhält das Spiel bis heute eine aktive Spielerbasis.

## Spielprinzip
War Rock ist ein ausschließlich im Online-Mehrspielermodus spielbarer Ego-Shooter mit 3D-Grafik und wird teilweise als MMOFPS bezeichnet. Das Spiel bietet die drei Kern-Spielmodi Close Quarters Combat, Urban Ops und Battle Group, in denen jeweils 16, 24 oder 32 Spieler in zwei Teams aufgeteilt gegeneinander antreten. In späteren Aktualisierungen wurden weitere Modi, wie ein 4-gegen-4-Spieler-Modus, ein Alle-gegen-alle-Modus oder ein Eroberungs-Modus ergänzt. Der Spielmodus bestimmt neben der maximalen Spielerzahl auch die Größe des Spielfelds und die zur Verfügung stehenden Fahrzeuge, wie Motorräder, Humvees, Kampfpanzer, Hubschrauber und Kampfjets. Im KI-Modus treten Spieler kooperativ gegen computergesteuerte Gegner an.
Die Spieler werden in die derbaranische Armee und NIU-Kräfte aufgeteilt. Die Unterschiede der zwei Fraktionen liegen weniger in der zur Verfügung stehenden Ausrüstung, als in der Farbe der Uniformen und des jeweiligen Spielziels. So müssen im Missionsmodus beispielsweise Bomben entweder scharfgemacht oder entschärft werden, während im Deathmatch beide Teams das gleiche Ziel der Eliminierung aller Gegenspieler verfolgen. Spieler weisen sich bei Spieleintritt selbst einer der fünf Klassen Mechaniker, Sanitäter, Scharfschütze, Sturmsoldat und Panzerabwehr zu. Durch das Online-Spiel verdient der Spieler Erfahrungspunkte und die Spielwährung Denare, die für weitere Waffen und Ausrüstung eingetauscht werden kann. So erworbene Waffen sind jedoch maximal für eine Dauer von 30 Tagen geliehen und müssen dann erneut erspielt werden.

## Entwicklung und Veröffentlichung
Nachdem der südkoreanische Spieleentwickler Dream Execution zunächst in Zusammenarbeit mit Publisher Nexon in den Jahren 2004 und 2005 drei geschlossene Betatests des zunächst für den südkoreanischen Markt entwickelten Spiels durchführte, begann am 5. Mai 2005 die öffentlich zugängliche Testphase. Diese ging mit in mehrere Episoden aufgeteilten Aktualisierungen in den Regelbetrieb über. Die offizielle Veröffentlichung als Download-Version erfolgte am 9. Dezember 2005.
Am 14. Juli 2006 begann der öffentliche Betatest außerhalb Koreas. In Japan erschien War Rock am 8. März 2007 bei Publisher Tecmo. Den westlichen Markt erreiche War Rock mit einer Einzelhandelsversion für den nordamerikanischen Markt am 7. Februar 2007 bei Publisher Elephant Entertainment und wenige Tage später, am 16. Februar, mit Publisher K2 Network auch in Europa. Unter dem Namen War Rock: Clan Warfare erschien 2010 eine aktualisierte Einzelhandelsversion als limitierte Sammler-Edition für den nordamerikanischen Markt. Diese enthielt neben diversen Codes für zeitlich begrenzte Spielinhalte auch ein signiertes Poster. Von Dezember 2012 bis Mai 2013 übertrug Nexon den Betrieb des Spiels in Südkorea an den Hersteller Dream Execution, während Nexon den Betrieb in Europa und Nordamerika von K2 Network übernahm. Seit 2017 wird War Rock außerhalb Südkoreas von Papaya Play betrieben und vertrieben. Im Februar 2019 wurde War Rock auch auf Steam veröffentlicht.
War Rock wird von der seit 1999 vom Hersteller intern entwickelten Jindo Engine angetrieben. Zur Bekämpfung von Spielbetrug kommt die Anti-Cheat-Software Punkbuster zum Einsatz. Nach Veröffentlichung wurde die Spielergemeinde mit regelmäßigen Aktualisierungen mit neuen Spielfunktionen sowie regelmäßigen Turnieren und anderen Veranstaltungen im Spiel unterhalten.

## Geschäftsmodell
War Rock ist grundsätzlich kostenfrei herunterlad- und spielbar, lediglich eine Registrierung wird vorausgesetzt. Mit Echtgeld lässt sich eine jeweils 30-tägige Bronze-, Silber oder Goldmitgliedschaft erwerben, die beispielsweise das Einkommen von Denaren und Erfahrungspunkten des Spielers in diesem Zeitraum erhöht, Zugang zu weiteren Karten, einen bevorzugten Login, die Möglichkeit private Server zu erstellen sowie einen zusätzlichen fünften Waffenslot bieten. Neben dem kostenfreien Download war War Rock auch in Nordamerika und Europa als Einzelhandelsversion auf CD-ROM erhältlich, die eine einmonatige Gold-Mitgliedschaft enthielt.

## Rezeption
War Rock erhielt laut Metacritic „gemischte Wertungen“ von Kritikern der Computerspielpresse. Der Wertungsaggregator ermittelte eine unterdurchschnittliche Gesamtwertung von 53 aus 100 Punkten auf Grundlage von 14 Testberichten. Das Spiel wurde mehrfach mit Battlefield 2 (Electronic Arts, 2005) und dem Taktik-Shooter Counter-Strike: Source (Valve, 2004) verglichen, wobei beide Konkurrenten durchweg als überlegen dargestellt werden.

### Pressestimmen
Das Spiel sei zwar kostenlos, aber Premiumkunden hätten deutliche Vorteile gegenüber Spielern der Gratisversion. Die Balance würde dadurch erheblich gestört. Das Design der Karten wirke insgesamt lieblos, platt und öde. Die Fahrzeugsteuerung sei schwammig und hastig. Grafisch sei der Shooter schwach, die Geräuschkulisse unterdurchschnittlich. Heftige Lags und gelegentliche Abstürze seien auffallend störend.
IGN verglich War Rock nach seinem Erscheinen 2007 mit dem Taktik-Shooter Counter-Strike: Source und insbesondere den größer angelegten Battle-Group-Modus mit den Spielen der Battlefield-Reihe (Electronic Arts, seit 2002), nennt das Spiel jedoch gleichzeitig keine echte Alternative. Technische Probleme und eine wenig flüssige Darstellung würden den Spielspaß bremsen und Spieler, die bereit seien, Geld zu investieren hätten deutliche Vorteile den anderen gegenüber. Positiv hervorgehoben wird ein beständiges Statistik-System, mit dem sich die eigene Leistung über Spielsitzungen hinweg nachverfolgen ließe. Am Ende des Tests werden 5,9 von 10 Punkten vergeben.
Auch GameSpot bemängelte in seinem Testbericht die Monetarisierungs-Strategie des Betreibers. Leere Versprechen auf der Website über nicht implementierte Funktionen, für die Spieler jedoch bereits Geld zahlen könnten, seien „ein Markenzeichen“ von War Rock. So würden Spieler mit kostenpflichtiger Mitgliedschaft beispielsweise für die Funktion zahlen, Clans erstellen zu können, ohne dass diese Funktion bereits im Spiel verfügbar sei. Auf der Website und im Handbuch werde trotzdem damit geworben. Angesichts der geringen Einstiegshürde und einer zum Testzeitpunkt 2007 „überraschend großen“ Spielergemeinde sei War Rock zwar ein „brauchbarer Ersatz für die Battlefield-Serie“ mit einigen guten Spielmomenten, aber um Geld dafür auszugeben, sei der Titel seinen „überlegenen Konkurrenten“ zu ähnlich und zu unausgereift.
Eurogamer vergab mit nur 3 aus 10 Punkten die niedrigste verzeichnete Wertung. Um einen gewissen Spielspaß zu erfahren, müsse der Spieler zwingend Geld investieren und dies führe unweigerlich zu der „quälenden Frage, warum um alles in der Welt ein zweitklassiges FPS-Spiel, das seinen Konkurrenten so ähnlich sei, [...] denken sollte, dass es damit durchkommt, eine Abonnementgebühr für seine Inhalte zu verlangen“, so der Tester. GamesRadar stellte in seiner Rezension neben schon genannten Schwächen eine gute Zugänglichkeit und ein eingängiges Spielprinzip heraus sowie die geringen Systemanforderungen der Client-Software und vergab 2,5 von 5 Punkten.

### Auszeichnungen
Das deutsche IT-Magazin Chip Online zählte War Rock 2009 zu den 20 besten Action-Spielen des Jahres und hob dabei taktische Elemente, verschiedene Spielmodi und eine große Waffenauswahl hervor. Das inzwischen eingestellte MMO-Portal MMOSite platzierte War Rock auf dem zweiten Platz seiner Leserwahl-Auszeichnung der besten MMOFPS des Jahres 2009.

### Wissenschaft
In einer 2011 in der wissenschaftlichen Fachzeitschrift Comprehensive Psychiatry veröffentlichten Studie wurde War Rock als stellvertretender Stimulator für Online-Videospiele eingesetzt. Die Studie verglich die Gehirnaktivitäten von Probanden bei der Stimulation mit Reizen aus Online-Computerspielen mit denen, die zuvor bei entsprechend abhängigen Personen mit dem Verlangen nach Drogen, Alkohol und pathologischem Glücksspiel assoziiert wurden. Die Studie konnte dabei gewisse Ähnlichkeiten feststellen. Insbesondere konnte eine umso stärkere Reaktion der entsprechenden Hirnbereiche auf die Reize gemessen werden, je mehr Zeit der jeweilige Proband mit Online-Spielen verbringt.

### Alterseinstufungen
Das US-amerikanische Entertainment Software Rating Board (ESRB) stufte den Titel als geeignet ab 13 Jahren ein, enthalten seien „explizite Darstellungen von Blut und Gewalt“. Die europäische Pan European Game Information (PEGI) empfahl das Spiel ab 16 Jahren aufgrund von „realistischen Gewaltdarstellungen“. Der deutsche Branchenverband Unterhaltungssoftware Selbstkontrolle legte eine in Deutschland beim Verkauf verbindliche Altersbeschränkung von 16 Jahren fest.